# Søstrup
Søstrup is een plaats in de Deense regio Seeland, gemeente Holbæk, en telt 318 inwoners (2008).
De plaats ligt ten zuidwesten van de stad Holbæk.